# Leopold Landau
Leopold Landau (ur. 16 lipca 1848 w Warszawie, zm. 28 grudnia 1920 w Berlinie) – niemiecki lekarz ginekolog, działacz syjonistyczny, ojciec matematyka Edmunda Landaua.
Studiował medycynę na Königliche Universität Breslau, Uniwersytecie Juliusza i Maksymiliana w Würzburgu oraz Uniwersytecie Fryderyka Wilhelma w Berlinie. Tytuł doktora medycyny otrzymał w 1870. Uczestniczył w wojnie francusko-pruskiej. Od 1872 do 1876 wykładał na Uniwersytecie we Wrocławiu. Następnie przeniósł się do Berlina, od 1893 był profesorem zwyczajnym.
W 1892 razem z bratem Theodorem Landauem (1861–1932) otworzył w Berlinie klinikę chorób kobiecych. Opublikował wiele prac, między innymi na temat mięśniaków macicy i radykalnych operacji pochwy.
Był jednym z założycieli Berlin Akademie für die Wissenschaft des Judentums.

## Wybrane prace
- Die Vaginale Radicaloperation: Technik und Geschichte (1896)
- Die Wanderniere der Frauen (1881)
- Die Wanderleber und der Hängebauch der Frauen (1882)
- Anatomische und Klinische Beiträge zur Lehre von der Myomen am Weiblichen Sexualapparat (1899)